# 哈德尔特
哈德尔特是德国莱茵兰-普法尔茨州的一个市镇。总面积3.44平方公里，总人口784人，其中男性384人，女性400人（2011年12月31日），人口密度228人/平方公里。